# Amblyseius pustulosus
Amblyseius pustulosus är en spindeldjursart som beskrevs av Wolfgang Karg 1994. Amblyseius pustulosus ingår i släktet Amblyseius och familjen Phytoseiidae. Inga underarter finns listade i Catalogue of Life.